# Svaneholm Hästhagen
Hästhagen är ett naturreservat och natura 2000-område i Skurups kommun i Skåne län.
Området är naturskyddat sedan 1985 och är 56 hektar stort. Reservat består av Svaneholms slotts forna hästhage på en kulle som nu är platsen för en fin bokskog. Kullen domineras av hundraåriga träd. Främst bok men även alm, avenbok, ek och ask. Ur biologisk synvinkel är den södra sluttningen mer värdefull med träd i olika åldrar och mer död ved. I Hästhagens naturreservat fann man mer än 260 olika växtarter under en inventering gjord 1984-85. Bland annat skogsknipprot och lundgräs.